# Astroloma microcalyx
Astroloma microcalyx är en ljungväxtart som beskrevs av Otto Wilhelm Sonder. Astroloma microcalyx ingår i släktet Astroloma och familjen ljungväxter. Inga underarter finns listade i Catalogue of Life.